# Distorsión del voto
La distorsión del voto o distorsión de las preferencias electorales es una medida de la discrepancia entre los porcentajes de voto general de los electores a cada partido y los representantes parlamentarios obtenidos por cada partido. Se entiende informalmente que en un sistema con poca o muy pequeña distorsión los porcentajes de parlamentarios de cada partido serían casi idénticos a los porcentajes de voto obtenidos (proporcionalidad estricta).
Por muchas razones prácticas, la mayor parte de sistemas electorales han optado por métodos de reparto de escaño que se alejan de la proporcionalidad estricta. Tal vez el más popular de todos es la regla o sistema D'Hondt.

## Medidas de la distorsión
Diversos investigadores han propuesto diferentes medidas cuantitativas para medir la distorsión de preferencias. En el acuerdo de que un sistema perfectamente proporcional la distorsión sería {\displaystyle D\approx 0} y para sistemas diferentes {\displaystyle D>0}. Una medida de distorsión común en estudios de sistema electorales es la de Loosemore y Hanby (1971):

(1){\displaystyle D={\frac {1}{2}}\sum _{i=1}^{n}|v_{i}-s_{i}|\leq {\frac {1}{2}}\left[(1-v_{w})+(n-1)v_{r}\right]}

donde:
{\displaystyle n\,} es el número total de partidos.
{\displaystyle v_{i}\,} es el porcentaje de voto del partido i-ésimo.
{\displaystyle s_{i}\,} es el porcentaje escaños partido i-ésimo.
{\displaystyle v_{w}\,} el umbral de votos con los cuales un partido obtendría todos los votos de una circunscripción.
{\displaystyle v_{r}\,} el umbral de votos mínimo a partir del cual un partido obtiene escaño en una circunscripción.
Obviamente en la fórmula (1) si el porcentaje de escaños coincide exactamente con el porcentaje de voto {\displaystyle s_{i}=v_{i}} para todo i, entonces D = 0, y D > 0 en otro caso.
Se puede demostrar que dentro de los diversos sistemas de reparto similares, el método D'Hondt es el que más distorsión produce.